# Kultura srama
Kultura srama u antropologiji je koncept u kojem neko društvo koristi sram kao osnovno sredstvo za držanje kontrole nad djecom i kao način da se održava socijalni poredak unutar nekoga društva. Sram se koristi skupa s prijetnjom izbacivanja iz društva. Sram se koristi kao mehanizam u kojem se kontinuirano utvrđuje osjećaj krivnje (kao i očekivanje kazne sada i na drugom svijetu) za neke postupke ili ponašanja koja su osuđena od zajednice.

## Istočna društva

### Kina
Kultura srama je jako rasprostanjena u Kini, sramota je osnovni dio konfucijanskog nauka. Kod Kineza ponos i osobni imidž u društvu je jako važna stvar.

### Japan
Tradicionalno japansko društvo je tipični primjer u kojem kultura sramote se koristi kao osnovno sredstvo za kontrolu unutar društva.